# Не бойся, я с тобой!
«Не бойся, я с тобой!» — советский двухсерийный приключенческий, музыкальный комедийный телефильм Юлия Гусмана, вышедший в 1981 году.

## Сюжет
Конец XIX века. Российская империя, Азербайджан. Двое цирковых актёров, Сан Саныч и Рустам, приезжают на родину Рустама, узнав о болезни его бабушки. В ожидании лошадей, которые отвезут их в деревню Рустама, друзья идут в местный театр, где из-за папахи местного бандита Джафара (большого любителя музыки) у них происходит стычка, за которую Джафар клянётся отомстить. По дороге в деревню за друзьями гонятся бандиты. Оторваться удаётся, лишь разрушив мост через бурную речку. Увидеть бабушку живой Рустаму не удаётся — они успевают только на её похороны. Несмотря на то, что на дворе уже почти XX век и различные новшества добрались даже сюда, горцы живут старыми обычаями и порядками. Выясняется, что местные жители до сих пор помнят, как Рустам «не отомстил за своего убитого отца и сбежал как трус» — отказался следовать обычаю кровной мести и не стал убивать своего кровника.
Друзья остаются пока в старом доме бабушки, принадлежащем теперь вместе с землёй Рустаму. Сан Саныч, с самого начала возражавший против поездки Рустама на родину, теперь хочет как можно быстрее убраться отсюда. Фарзали-бек — богатый местный житель, одержимый идеей найти нефть и разбогатеть ещё больше, хочет искать нефть в земле, которая теперь принадлежит Рустаму. Чтобы избавиться от хозяина земли, он отправляет Теймура — бедного юношу, артиста и певца, играющего в местном театре и влюблённого в дочь Фарзали-бека Телли, убить Рустама. Когда-то между семьями предков Теймура и Рустама была кровная вражда. Теймур считает кровную месть глупым, отжившим обычаем, но Фарзали-бек требует от него для подтверждения мужества отомстить за дядю Гусейна, которого очень давно убил отец Рустама. Бек обещает после убийства врага выдать Телли замуж за Теймура.
Теймур пытается убить Рустама, явившись к нему домой, но силы слишком неравны — тренированный циркач Рустам легко обезоруживает противника и принуждает его спокойно поговорить. В ходе беседы Теймур узнаёт, что его обманули. Свадьба давно уже решена, Телли выдают замуж за Мардана — недалёкого обжору, «маменькиного сынка» из богатой семьи, который, несмотря на то, что уже взрослый, ведёт себя как маленький. Рустам и Сан Саныч объясняют Теймуру истинное положение вещей и предлагают свою помощь в похищении невесты во время свадьбы. Рустам — отличный наездник, прекрасно владеющий оружием, Сан Саныч, в бытность свою матросом, научился на Востоке многому, в частности, технике рукопашного боя. Втроём они выкрадывают Телли. Рустаму, Теймуру и Телли удаётся скрыться, а Сан Саныч, оставшийся прикрывать отступление, сдаётся полиции и оказывается в местной тюрьме.
Фарзали-бек заказывает Джафару убийство Рустама и Теймура. Бандит, который является поклонником Теймура, требует за его кровь ещё 200 рублей, а Рустама, с которым у него свои счёты, готов убить бесплатно.
Беглецов, прячущихся в горах, преследуют одновременно полиция и бандиты. В это же время ссыльный поселенец инженер Петров, отказавшийся искать для Фарзали-бека нефть на земле Рустама, отправляется в тюрьму — ту же самую, куда попал Сан Саныч. Выясняется, что в тюрьме Сан Саныч быстро приобрёл огромный авторитет, продемонстрировав сидевшим в ней преступникам свои умения. Теперь он обучает заключённых драться. Узнав от Петрова о том, что оставшимся на свободе друзьям требуется помощь, Сан Саныч организует бунт и массовый побег — бывшие заключённые отправляются на помощь его друзьям.
Джафар осаждает Рустама, Теймура и Телли в старой башне, и требует, чтобы Теймур спел ему перед смертью. Теймур подчиняется, доведя своей песней Джафара до слёз и выигрывая время, за которое Сан Саныч с тридцатью обученными им каратистами выходит на позицию атаки. Сан Саныч вместе со своими учениками избивает и повергает всех бандитов, спасая друзей.
В конце фильма Теймур, ставший мужем Телли, присоединяется к Рустаму и Сан Санычу, ставшим разыскиваемыми преступниками, чтобы покончить с Фарзали-беком и его свитой, бандой Джафара и полицией во главе со становым приставом раз и навсегда.

## В ролях
| Актёр                | Роль                                                                               |
| -------------------- | ---------------------------------------------------------------------------------- |
| Полад Бюль-Бюль оглы | Теймур, известный певец и артист                                                   |
| Мухтарбек Кантемиров | Рустам, каскадер , конник и акробат в Цирке                                        |
| Лев Дуров            | Сан Саныч, мастер боевых восточных единоборств, факир в цирке                      |
| Гамида Омарова       | Телли, невеста Теймура, дочь богатого человека                                     |
| Мирза Бабаев         | Фарзали-бек Велибеков, отец Телли, один из богатых людей в Азербайджанском селении |
| Сергей Юрский        | становой пристав, близкий друг и сообщник Фарзали-бека                             |
| Гасан Турабов        | Джафар «Трёхглазый», главарь бандитов и разбойников                                |
| Александр Шаровский  | Петров, инженер, добывающий нефть, честный и неподкупный                           |
| Джахангир Новрузов   | Мардан Озизо, бывший жених Телли, сын богатой азербайджанской семьи                |
| Насиба Зейналова     | мать Мардана, одна из самых богатых женщин в Азербайджанском селении               |
| Садых Гусейнов       | отец Мардана, самый богатый человек в Азербайджанском селении                      |
| Олег Кантемиров      | заключённый                                                                        |
| Мухтар Маниев        | уголовник                                                                          |

## Съёмочная группа
- Авторы сценария: Юлий Дунский и Валерий Фрид
- Режиссёр-постановщик: Юлий Гусман
- Оператор-постановщик: Валерий Керимов
- Художник-постановщик: Надир Зейналов
- Композитор: Полад Бюль-Бюль Оглы
- Автор текста песен: Алексей Дидуров
- Руководитель группы каскадёров: Мухтарбек Кантемиров

## Съёмки

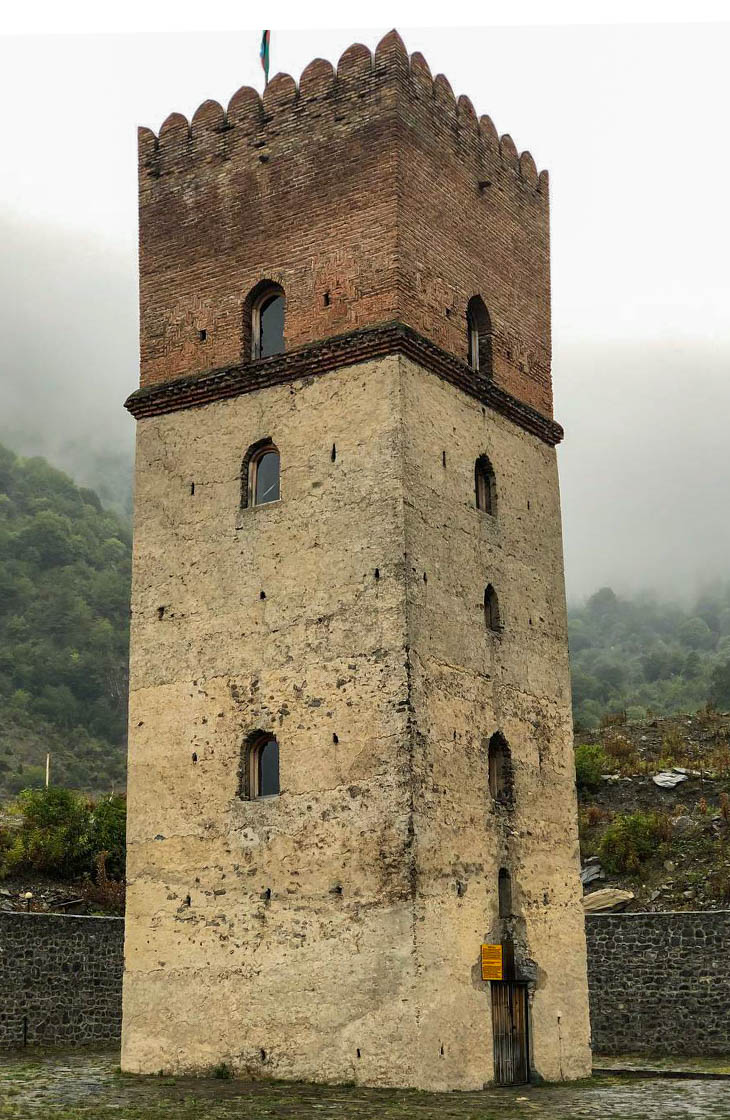
Сумуг-кала

- Съёмки проходили в азербайджанском историко-архитектурном заповеднике «Ичери-Шехер»[1][2], и в Кахском районе Азербайджана (башня Сумуг-кала, лес, горы)[3].
- Мухтарбек Кантемиров выполнял трюки сам[4].
- Рукопашным боем в фильме изначально должно было быть определённо карате, но на момент выхода фильма в начале 1980-х годов отношение советских властей к этому виду единоборств уже стало неодобрительным, и поэтому специально была доснята сцена, в которой Сан Саныч в тюрьме объясняет своим ученикам, что его техника боя позаимствована из разных стилей борьбы, в частности и из азербайджанского гюлеша[4].

## Музыка
Песни из фильма были выпущены на двойном виниловом диске ВСГ «Мелодия» в 1984 году (№ по каталогу С60 20559 003):
1. Группа Стаса Намина — Урок борьбы 2:41
2. Группа Стаса Намина — Баллада о детстве 2:29
3. Иосиф Кобзон — Не изменяй себе 3:20
4. Полад Бюль-Бюль оглы — Баллада о кровной мести 2:46
5. Ирина Понаровская — Песня о сказке 2:40
6. Иосиф Кобзон — Добро всегда к добру 3:19
7. Полад Бюль-Бюль оглы — Пройдя сквозь годы 3:11
8. Полад Бюль-Бюль оглы, И. Понаровская — Дуэт 4:00
9. Полад Бюль-Бюль оглы — Думай 3:04
10. Полад Бюль-Бюль оглы — Новорожденный огонь 5:46
11. Группа «Интеграл» — Погоня 2:14
12. Полад Бюль-Бюль оглы — Прогресс* 2:36
13. Владимир Винокур — Интеллигент 2:04
14. Группа «Интеграл» — Интеллигент (инструментальная) 0:56

Музыка Полада Бюль-Бюль оглы, стихи Алексея Дидурова.
В записи принимали участие:
- Ансамбль «Мелодия» под руководством Г. Гараняна
- Струнная группа оркестра Госкино СССР (1, 3, 5—9)[5]
- Рок-группа «Интеграл», руководитель Бари Алибасов
- ВИА «Ашуги» под управлением Полада Бюль-Бюль оглы

* Композиции 11—14 звучат в фильме, но отсутствуют на оригинальном диске.

## Продолжение
Спустя 30 лет, в 2011 году, Гусман снял продолжение фильма.